# ファウンデーション (服飾)

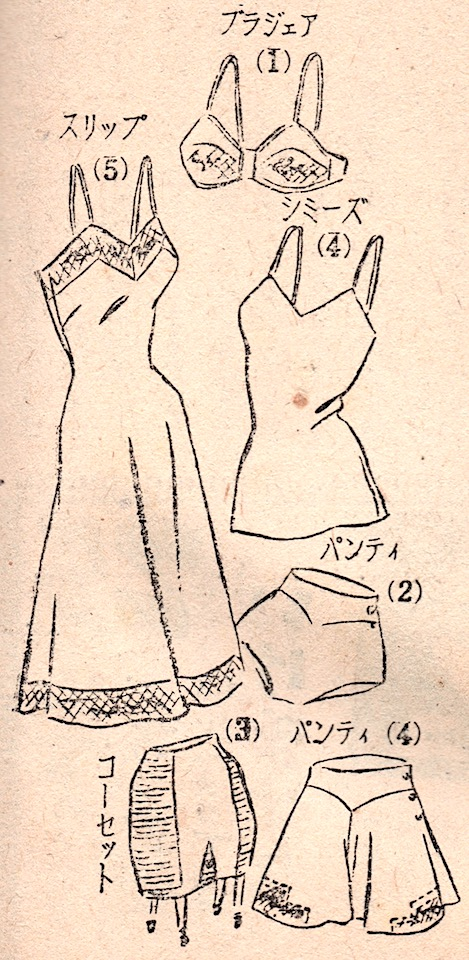
1951年、女性用の正しい洋装下着一式を示した図。簡略化する場合でもファウンデーション（ブラジャーとコルセット）は必須とされている

ファウンデーション （英語: foundation、フランス語: fond de robe）とは、女性のボディラインを整えることにより、その上に着る衣類のシルエットをより美しくするための下着の総称である。基礎衣類を意味する英語の「foundation garment」（ファウンデーション・ガーメント）の略で、補正のための下着を意味する。日本では、ファンデーションとも言い、特に補正力（補整力）を強調する場合には、そのまま補正下着や補整下着と呼ばれることもある。

## 概要
女性用下着は、大きく分けて次の3種類に区分される。
- ファウンデーション（foundation）：補正下着
- ランジェリー（lingerie）：装飾下着
- アンダーウェア（underwear）：通常の肌着としての下着

ファウンデーションは体型補正下着であり、衣類を着用した時に身体にピッタリした衣類だと身体のラインが外部より窺えるわけだが、このように外見に現れる衣類のシルエットを美しく整える目的で着用される。したがって、どのような体型が美しいと考えられるかによって、ファウンデーションの補正の目標が違ってくるのであり、また身体のどの部分を補正するかでも、違った種類のファンデーションが考えられる。

## 歴史

### 古代
ファウンデーションとしては、コルセットの歴史が最も古く、紀元前15世紀から紀元前10世紀頃の古代ギリシアの絵には、ウェストの部分を細く絞った服装の男女が見られる。古典ギリシアのキトンや、古代ローマのトゥニカ（チュニック）は、ゆったりした、布を身体に巻き付け、全身を覆う衣類であったので、このタイプの衣服が一般的であった頃に、体型補正の下着は特に必要とされなかったとも言える。
しかし乳房部分については、古代ギリシアの女性は、ゾナと呼ばれる一枚布を胸に巻いていたことが知られる。乳房が堅くしまって、垂れていないことが女性の若さとも考えられたので、胸を補正していたと言える。

### 中世・近世
軍人は古代より、活動に適した服装を選ぶことが多く、それは古代ギリシアのキトンや、その上着とも言えるヒマティオンのような、布が広がり、流れるような衣類では困った。ギリシアでもローマでもそして西欧中世においても、戦闘する軍人は鎧を纏うのが普通で、それは身体にピッタリと合った衣服が好まれた。
中世西欧でコルセットと呼ばれた衣服は、男女共に使用した、胴の部分で身体にピッタリと合う、外衣であり胴衣であった。今日のコルセットは、16世紀頃より、女性の衣服として、フープスカートと呼ばれる、胴から下がチューリップのように、あるいは釣鐘のように広がった衣装が流行し始めてからである。
初期のフープスカートは、ファーズィンゲールと呼ばれる、腰のすぐ下に巻き付け、ヒップを強調するアンダースカートの1種を付けた上に装着したが、この時には、胸の下からヒップまでの、胴の部分のラインが魅惑のポイントとなった。胸の下から胴の部分を締め付け、ウエストを細く、優雅なラインに補正する下着が、コルセットであった。
元々、女性がウエストを細く見せるため、腰に布を巻いていたのは、12世紀頃より見られる習慣であったが、イギリスでは、大陸のコルセットと並行して、17世紀頃に、ステイズと呼ばれる胴部を細くする補正下着があった。ステイズの原形は15世紀頃にすでに存在しており、左右見ごろに分かれた張り骨のステイを、身体の前で合わせ、紐で2つをまとめ、締め上げることで、胴の形を作った。
コルセットはイギリスのステイズと同様に、初期の頃は、クジラ骨や鋼鉄を芯使って、胸部下から腹部までを覆い、着用した後、紐を締め上げることで、腰を細くし、また胸部下からウエスト、ヒップへのラインを整えた。19世紀初期には、コルセットは、腰を覆うように、下に長くなり、更に、19世紀半ばには、ガーターを吊り上げる靴下留めが付属したタイプが登場した。

## 種類
代表的なファウンデーションの名称と、ファウンデーションを着用する身体の部位を以下に示す。
ブラジャー
バスト部分を補正する下着。
ウェストニッパー
ウエスト部分を補正する下着。
ガードル
下半身を補正する下着。
コルセット
バスト部分とウエスト部分を補正する下着。バスト部分をカバーしない種類もある。
ビスチェ
ブラジャーとウエストニッパーが一体となった下着。
ボディシェイパー
ブラジャーとウエストニッパーが一体となった下着。
ボディスーツ
ブラジャーとウエストニッパーとガードルが一体となった下着。
スリーインワン
ブラジャーとウエストニッパーとガーターベルトが一体となった下着。